# Distretto di Zhangwan
Il distretto di Zhangwan (张湾区S, Zhāngwān QūP) è un distretto della Cina, situato nella provincia di Hubei e amministrato dalla prefettura di Shiyan.